# Husmecke
Husmecke ist eine Hofschaft in Radevormwald im Oberbergischen Kreis im nordrhein-westfälischen Regierungsbezirk Köln in Deutschland.

## Lage
Der Ort liegt im Nordosten des Stadtgebiets nahe der Stadtgrenze zu Breckerfeld. Die Nachbarorte sind Vor der Heide, Feckinghausen, Filde, Filderheide und Hürxtal. Filderheide ist über die Kreisstraße 7 zu erreichen, die in Scheideweg von der Bundesstraße 483 abzweigt und vorher die Orte Vor der Mark, Niederwönkhausen und Wönkhausen durchläuft.
Nahe dem Siedlungsbereich entspringt ein Quellbach für den Bach Lambeck, die östlichen Quellgewässer münden in die Ennepe. Nordöstlich der Hofschaft erhebt sich der Wiehenberg bis auf 352,5 m ü. NHN.

## Geschichte
Die Ortsbezeichnung Husmecke tauchte erstmals in der offiziellen topografischen Karte von 1892 bis 1894 auf. Zuvor ist die Hofstelle in der Preußischen Uraufnahme von 1840 bis 1843 mit „Hüsenkamp“ und in der Topographische Aufnahme der Rheinlande von 1825 mit „Husenbeck“ benannt.